# Драгонетти, Доменико
Доменико Драгонетти (7 апреля 1763, Венеция — 16 апреля 1846, Лондон) — итальянский музыкант, первый контрабасист, завоевавший мировое признание и высоко поднявший престиж своего инструмента.

## Начало творческого пути
Уже в раннем детстве научился играть на гитаре, затем на скрипке, а в отроческие годы — на виолончели. Юный Драгонетти аккомпанировал на скрипке или виолончели певице Бриджиде Банти, выступавшей в гостиницах и кофейнях. Скромный заработок мальчика помогал сильно нуждавшейся семье. Отец Драгонетти Пьетро, наряду со своей профессией цирюльника, играл на литаврах и на контрабасе.
Серьёзно заниматься на контрабасе Драгонетти начал под руководством Микеле Берини, первого контрабасиста прославленного оркестра венецианского собора святого Марка. Юноша настойчиво занимался на контрабасе и уже в возрасте восемнадцати лет считался лучшим виртуозом такого музыкального города, каким была в XVIII веке Венеция.
После смерти Берини Драгонетти занял его место в оркестре собора св. Марка. Одновременно Драгонетти усиленно занимался изучением композиции, а также работал над своим общим образованием. Он находился в дружеских отношениях со многими выдающимися венецианскими композиторами и исполнителями, которые помогали молодому музыканту своими советами. Неудивительно, что при энергии Драгонетти его художественные способности достигли в игре на контрабасе такой высоты, о возможности которой ранее никто даже не подозревал. Его слава распространилась далеко за пределы Италии. Предложения, особенно от королевского двора в Лондоне и императорского двора в Петербурге, становились все настойчивее и заманчивее. Но Драгонетти долгое время отклонял все эти лестные приглашения. За это прокураторы Венецианской республики 13 декабря 1791 года наградили его, добавив ежегодно ещё 50 дукатов к уже значительному окладу, а самое главное, подарили ему замечательный контрабас, работы великого брешианского мастера Гаспаро да Сало, сделанный для монахов венецианского монастыря св. Петра.

## Отношение к инструменту
В конце XVIII века этот уникальный инструмент продолжал храниться в монастыре, хотя в это время он уже являлся собственностью Республики Венеции. Быть владельцем этого замечательного контрабаса означало для Драгонетти обладать самым большим сокровищем в мире.
Английский писатель Джордж Харт рассказывает, что, когда прокураторы вручили Драгонетти ключи от шкафа, в котором хранился контрабас, он проник ночью, без ведома монахов, в монастырскую церковь, и «захватив инструмент, излил на нем неисчерпаемый источник своих чувств. Звуки инструмента разнеслись по монастырским коридорам и достигли келий почивавших монахов. Разбуженные внезапным шумом, который, казалось, шел из недр земли, монахи подумали, что это злые духи. Сговорившись друг с другом, они быстро спустились по лестнице в капеллу, чтобы там помолиться. Но чем ближе они подходили к ней, тем страшнее становились все усиливавшиеся звуки, и тем больше они дрожали от страха. Несмотря на это, они, ободряя друг друга, открыли дверь и… как велико было их изумление, когда они увидели в полутьме хоров человеческую фигуру, которая, исполняя необычайную, фантастическую мелодию, качалась вперед и назад как в рукопашной схватке с „Гаспаро да Сало“, подобно бесноватому или пришедшему в ярость бойцу. Глядя на эту одержимую фигуру, некоторые монахи подумали, не видят ли они вдохновителя „Дьявольской сонаты“ Тартини, который проник на церковные хоры, чтобы заменить на этот раз скрипку контрабасом».
Богатые коллекционеры неоднократно предлагали Драгонетти продать им его прославленный инструмент, но он с негодованием отвергал эти предложения. Так однажды он отказался от значительной в то время суммы в 20 000 лир. Позже один коллекционер старинных инструментов предложил ему баснословную сумму и другой великолепный контрабас, если Драгонетти уступит ему своего «Гаспаро». Пожав плечами, Драгонетти ответил на своем характерном венецианском диалекте: «Нет таких денег, нет фунтов стерлингов, которых хватило бы заплатить за мой контрабас и никогда я не совершу такой несправедливости по отношению к моему „Гаспаро“, который принес мне столько почёта».
Артист действительно полностью слился с этим инструментом и не мыслил своей карьеры без него. Об этом ясно говорит беседа Драгонетти с одним его другом. На вопрос: «Но что с тобой, если у тебя украдут „Гаспаро“ или он сгорит?» — Драгонетти ответил: «Это будет моей музыкальной смертью. Я горевал бы всю жизнь, разбил бы смычок, и ни один человек на свете не заставил бы меня опять играть».

## Лондон
Наконец Драгонетти нашёл достойный своего музыкального дара инструмент. Обладая этим замечательным инструментом, он с ещё большим рвением занимался, стремясь приникнуть в самые сокровенные тайны своего искусства. Имя Драгонетти, которое уже до этого произносилось с уважением и восхищением, становится все более авторитетным. Драгонетти часто играл во дворцах венецианских патрициев, где был одним из самых желанных гостей. В конце концов Драгонетти уступил настояниям своих друзей, которые заставили его принять все более настойчивые и лестные приглашения из Англии. Сами прокураторы Венеции не могли больше противиться многократным просьбам и разрешили Драгонетти в сентябре 1794 года поездку в Лондон, обещав оставить за ним место в соборе св. Марка.
Лондон в то время являлся одним из крупнейших музыкальных центров Европы, исполнительское искусство достигло в нём высокого расцвета. Таким образом, Драгонетти нашёл для своего искусства почву, на которой его стремление к совершенствованию получило возможность дальнейшего развития.
При первом выступлении Драгонетти в лондонском Королевском театре 20 декабря 1794 года ему был оказан восторженный, сердечный прием. Успех был столь велик, что Драгонетти сразу пригласили в театр Итальянской оперы и в симфонический оркестр. Англия стала второй родиной Драгонетти, здесь прошёл весь его дальнейший творческий путь.
Встретившись в первый раз в Лондоне со знаменитым скрипачом Виотти, Драгонетти узнал, что он сочинил несколько дуэтов для двух скрипок и намеревался исполнить их в публичном концерте. Драгонетти предложил себя в качестве партнера для второй партии. Виотти, считая, что имеет дело со скрипачом, согласился и назначил время репетиции. В назначенное время Виотти появился с нотами и, распределяя партии, стал ожидать партнера. Последний явился с контрабасом. Подумав, что над ним подтрунивают, Виотти в ярости воскликнул: «Что это за шутки?», но Драгонетти, показывая на свой инструмент, смеясь, ответил: «Это не шутки, это моя скрипка», а затем серьёзно: «Давайте начнем репетировать, а если вам не понравится, то мы прекратим». Они начали играть, и Виотти был вне себя от удивления. Он даже переменил партии и заставил Драгонетти играть партию первой скрипки. В конце концов они решили вместе дать концерт. В объявлении было сказано, что Виотти исполнит свои новые дуэты для двух скрипок, в которых Драгонетти будет играть на контрабасе в качестве его партнера. Концерт прошёл с таким блестящим успехом, что оба артиста несколько раз повторили его, меняя между собой свои партии. Все были поражены мастерством Драгонетти, и никто не мог объяснить, как вообще возможно такое доселе невиданное исполнение на контрабасе.
Обосновавшись в Лондоне, Драгонетти поехал в Италию, но поездка оказалась неудачной. В это время вся Северная Италия была в руках французов; вследствие чрезмерной полицейской строгости и подозрения в политической неблагонадежности, которым подвергался каждый прибывавший из Англии, Драгонетти после своего приезда был арестован, а затем выслан за пределы страны.
Большая часть концертной деятельности Драгонетти прошла в Лондоне. Именно в этом городе охотнее и чаще всего он выступал как блистательный солист-виртуоз.

## Знакомства с композиторами
Особую роль в жизни Драгонетти играло дружеское общение с крупнейшими композиторами его времени. Специально для него, в самом начале исполнительской карьеры, композитор Джованни Баттиста Чимадоро написал концерт для контрабаса и струнного оркестра.
В 1795 году, когда в Лондон прибыл Гайдн, он подружился c ним и с приехавшим с ним скрипачом Феликсом Яневичем. Это вызвало в 1799 году поездку в Вену. Написанный примерно в эти годы Концерт для контрабаса, возможно, был создан Гайдном для Драгонетти.
Находясь в Вене, Драгонетти познакомился с Бетховеном и в марте 1799 года играл с композитором его Виолончельную сонату ор. 5 № 2 (соль минор). Позже Драгонетти встречался с Бетховеном в Вене в 1809 и 1813 годах. Драгонетти безупречно исполнял на контрабасе партию виолончели в Сонате и струнных квартетах Бетховена, заслужив высокую оценку автора. Именно Драгонетти познакомил Бетховена с богатейшими возможностями контрабаса. Это знание инструмента оказалось, в частности, в скерцо Пятой симфонии, а также в речитативе финала Девятой симфонии. На роль, которую придавал Бетховен контрабасу, указывают как его партитуры, так и следующие приписываемые ему знаменательные слова: «Контрабасист должен быть самым музыкальным музыкантом в оркестре».
О том, как преклонялся Драгонетти перед Бетховеном, рассказывает венский виртуоз Эдуард Маденский в своем кратком сочинении «Основы истории сольной игры на контрабасе»: «Когда Драгонетти лежал уже на смертном одре, он показал друзьям свою руку, покрытую мозолями от многолетней игры, и сказал: „Посмотрите, эту руку когда-то пожал великий маэстро Бетховен в знак признания моих достижений“».
Дружеские отношения соединяли Драгонетти, уже в поздние годы жизни, с другим композитором, его соотечественником, Джоакино Россини. В 1831 году Драгонетти общался с Николо Паганини, выступавшим в то время в Лондоне.

## Завещание
Много интересных данных, раскрывающих круг музыкальных интересов Драгонетти, содержит его завещание, составленное 6 апреля 1846 года.
Драгонетти собрал большую нотную библиотеку, включавшую оперные партитуры, вокальные и инструментальные произведения. Партитуры современных опер были завещаны лондонской Итальянской опере, а более старые оперы (182 партитуры) — Британскому музею. Обширное собрание вокальных и инструментальных пьес перешло к друзьям Драгонетти.
Любопытны пункты завещания, касающиеся распределения обширной коллекции музыкальных инструментов, собранной Драгонетти. В неё входило 25 скрипок (Страдивари, Амати, Гаспаро да Сало), 7 альтов (в том числе инструменты Гаспаро да Сало и Амати), не менее четырех виолончелей и четыре контрабаса (из них работы Гаспаро да Сало). Все инструменты своей коллекции Драгонетти завещал различным итальянским и английским музыкантам. Одна из скрипок Амати была предназначена знаменитому скрипачу, ученику Паганини Камилло Сивори.
В пункте, касающемся виолончелей, Драгонетти упоминает «очень большую виолончель, которая принадлежала знаменитому английскому певцу Бартлеману и является тем самым инструментом, на котором я играл в прошлом году на концерте старой музыки». Из этого пункта видно, что до последних дней жизни Драгонетти эпизодически играл и на виолончели.
Свой любимый инструмент работы Гаспаро да Сало Драгонетти завещал Венецианскому собору св. Марка, поставив условие, чтобы первый контрабасист оркестра играл на этом инструменте в особо торжественных случаях.
В завещании Драгонетти предусмотрел и вопросы, связанные с публикацией его произведений, завещав довольно значительные суммы и рукописи своих контрабасовых сочинений разным издателям, обязуя их издать эти произведения.

## Драгонетти-исполнитель
Долгие годы Драгонетти был концертмейстером группы контрабасов симфонического оркестра и оркестра Итальянской оперы в Лондоне. Известно его выступление в качестве оркестранта — руководителя контрабасовой группы в Вене, куда он был приглашен в декабре 1813 года. Там Драгонетти участвовал в первом исполнения симфонического произведения Бетховена «Битва при Виттории».
В 1845 году Драгонетти выступал в Германии, в Бонне, на открытии памятника Бетховену. Во время приуроченных к этому событию торжеств исполнялась Пятая симфония Бетховена; в оркестре группу из 13 лучших местных и прославленных приглашенных контрабасистов возглавил Драгонетти.
Драгонетти часто выступал как ансамблист со скрипачами и виолончелистами. Около 50 лет он концертировал с известным английским виолончелистом Робертом Линдли (1775—1855).
Игра Драгонетти казалась современникам каким-то необъяснимым чудом. Первый биограф Драгонетти, его друг Франческо Каффи пытался объяснить тайну этого искусства, помимо редкостной музыкальной одаренности и чутья, необычайным сложением левой руки с поразительно широкой растяжкой пальцев, которая дала артисту прозвище «mano mostro» («рука-чудовище»). Интересно свидетельство Каффи о том, что струны на инструменте Драгонетти располагались очень высоко над подставкой, «благодаря высоте подставки, — пишет он, — струны поднимались от грифа почти на двойную высоту против обыкновенной. Другие музыканты, которые хотели попробовать тогда то же самое, кончали тем, что у них брызгала кровь из пальцев». Чрезмерно высокое расположение струн и их сильное натяжение делают невозможным нажатие пальцев на самых высоких позициях. Если бы для этого даже хватило физической силы, то чувствительность пальцев должна была совершенно притупиться. В то же время исполнение Драгонетти скрипичных дуэтов Виотти и виолончельных партий ансамблевых сочинений Бетховена в авторской тесситуре наводит на мысль, что в ряде случаев он пользовался своеобразным приемом левой руки, при котором пальцы нажимают струну не к грифу, а в сторону. При таком приеме, известном виолончелистам ещё с XVIII века, образуется своеобразный, напоминающий флажолет звук. Это одна из разновидностей flautando, при которой звучание приобретает флейтовый оттенок, нечто вроде фальцета у певцов.
При невероятной беглости левой руки, Драгонетти обладал также поразительным по красоте и полноте звуком. Играл он смычком с очень высокой колодкой. Хотя имеются указания на то, что держал он этот смычок «сверху», само строение колодки скорее указывает на способ держания «сзади».
«Драгонетти наполнял театр таким ясным, полным и звучным тоном, какого нельзя было услышать ни у кого другого, — писал Каффи. — Слушая оркестровое вступление, можно было, не глядя в оркестр, сказать, — играет Драгонетти или нет. Он умел своим тяжелым инструментом направлять оркестр туда, куда хотел».
Много раз упоминалось о том, что Драгонетти якобы написал методику игры на контрабасе, но пока эти предположения ничем не подтверждены.

## Драгонетти-композитор
Первым в истории контрабасового исполнительства Драгонетти обратился к музыке И. С. Баха и переложил для своего инструмента с сопровождением фортепиано ряд его органных фуг (контрабасу поручена партия ножной клавиатуры органа, так называемой педали).
Наиболее значителен в ряду дошедших до нас произведений Драгонетти трехчастный Концерт ля мажор. В его средней части мелодия изложен двойными нотами, замечательно показывающими певучие возможности контрабаса. Обе крайние части насыщены виртуозными гаммообразными и флажолетными пассажами. Интересны контрастные сопоставления пассажа, стремящегося в крайний высокий регистр со взятыми скачком басовыми «ответами». По стилю музыка Концерта Драгонетти несколько напоминает творения Моцарта.
Дошедшие до нас произведения Драгонетти знаменуют значительный этап в истории контрабасовой литературы и даже в наши дни представляют несомненную техническую и художественную ценность.
Воспоминания современников Драгонетти в первую очередь подчеркивают его необычайное, почти скрипичное владение высокими регистрами своего инструмента. Поражала всех также техника исполнения флажолетов и пальцевая беглость артиста. В то же время никто не отмечал особенностей штриховой техники Драгонетти, хотя качество его звучания неизменно вызывало общий восторг. Все эти особенности исполнительского стиля Драгонетти нашли отражение и в его произведениях. Можно утверждать, что Драгонетти явился родоначальником, если можно так выразиться, «вертикальной» техники на контрабасе, при которой музыка в основном излагается в высоких регистрах одной первой струны. На долгие годы такое использование технических возможностей контрабаса стало образцом для последующих композиторов и исполнителей.